# Zabrdje
Zabrdje je naselje v občini Mirna.
Zabrdje je pretežno gručasta vas na bregu Zabrščice, do vasi pa vodi cesta, ki se odcepi od ceste pri Špaceljnih v neposredni bližini Mirne. Pripadajoča zaselka sta tudi Grič, na istoimenski vzpetini, in Dolina v ovalni dolini po kateri teče Lanšpreščica. Na severu in vzhodu dolino obdajajo položnejši hrbti Hrib, Devc in Cetež, na zahodu Trbinc, vzhodno od Griča Goliš s peskokopom in Praprotniški hrib, na vzhodu gozdnata Kriva riba in Drmašnik ter na zahodu Irsovec z rudnikom kremena. Območje je dolomitno, njive se nahajajo nad Zabrdjem v Dovcu, Hribu in Miškovcu, ob Zabrščici pa se razprostirajo vlažni travniki. Na južnem pobočju Griča so nasadi jablan in vinogradi, severna pobočja pa poraščajo hrastovi in bukovi gozdovi. Ob vstopu v Kraljevo dolino je Zabrški studenec, malo naprej pa izvir Rupa od koder je napeljan stari mirnski vodovod, ki sedaj služi kot rezerva v suši. 
Na levem bregu Zabrščice so ruševine gradu Grič, ki je po Valvasorju pripadal gospodom Gallom, v nekdanji grajski hosti pa je več halštatskih gomil. Grad je bil pred zadnjo vojno last Franja Bubka z Mirne, mogočno stavbo pa so hkrati z drugimi hišami 27. aprila 1944 požgali domobranci.